# Ola Brunkert
Ola Brunkert (* 15. September 1946 in Örebro, Schweden; † 16. März 2008 in Artà, Mallorca) war ein schwedischer Schlagzeuger.

## Leben
Brunkert begann seine musikalische Karriere als Jazzmusiker, der aber auch mit Blues (in der Band Slim's Blues Gang) und Pop (Science Poption) Mitte der 1960er Jahre in Berührung kam. Nach einem Engagement bei Janne Schaffers Jazz-orientierter Gruppe Opus III arbeitete Brunkert als Session-Musiker und wurde als solcher um 1970 einer der begehrtesten Schlagzeuger Schwedens. Seine größte Beachtung fand er durch seine Mitwirkung an allen acht Alben der Band ABBA. Ein erstes Engagement mit der Band erfolgte 1972 mit der Single People Need Love noch vor der eigentlichen Bandgründung und Namensfindung ABBA. Während die vier Sänger Björn, Benny, Agnetha und Anni-Frid stets eine starke öffentliche Wahrnehmung erreichten, blieben die Musiker hinter den Sängern relativ unbekannt. Brunkert ist in allen großen ABBA-Hits von Waterloo, Dancing Queen bis The Winner takes it all zu hören und zählt bei geschätzten 370 Millionen verkauften ABBA-Platten zu den am meisten gehörten Schlagzeugern der Musikgeschichte. Zwischen 1977 und 1980 ging Brunkert mit ABBA auf Tournee. In ABBA – Der Film wirkte er als Darsteller mit.
Nach der Auflösung von ABBA 1982 arbeitete er mit verschiedenen schwedischen Musikern zusammen, bevor er sich nach Mallorca zurückzog. Bei ABBA – The Show, die ab 26. September 2007 auf Tour ging und 2008 in Deutschland zu sehen war, war er wie andere frühere Abba-Musiker Gaststar bei den Auftritten. Auf Mallorca starb er durch einen Unfall in seinem Haus in Artà.